# Celiano Monge Navarrete
Celiano Monge Navarrete (Ambato, 15 de diciembre de 1857-Quito, 21 de noviembre de 1940) fue un destacado catedrático, historiador, político y periodista ecuatoriano, reconocido por su importante contribución en diversos ámbitos intelectuales y educativos en el Ecuador del siglo XIX y principios del XX.

## Reseña biográfica
Nació el 15 de diciembre de 1857 en Ambato. Sus padres fueron Manuel Monge Guzmán, médico ibarreño, y Rosario Navarrete, ambateña de destacada personalidad.  Su infancia estuvo marcada por la pérdida temprana de su padre, lo que lo sumió en la pobreza y lo llevó a trabajar como profesor particular para financiar sus estudios.
Estudió gramática y latín en el colegio Bolívar en su ciudad natal. Viajó después a Quito para estudiar el bachillerato en Filosofía, Letras y Ciencias en el colegio San Gabriel. Antes de graduarse de bachiller impartió clases particulares para cubrir sus necesidades económicas, su título lo obtuvo en 1876.
Ganó prestigio dictando clases de retórica, filosofía, matemáticas y física experimental, ganándose el reconocimiento en todo el Ecuador por su dedicación y prestigio en el ámbito educativo.

## Labor pedagógica y cultural
Fue profesor y luego rector del colegio Bolívar de Ambato.
En 1885 fundó y formó la Biblioteca popular en paralelo con el Liceo de la juventud destinados a promover las letras y la cultura en la provincia de Ambato. Su labor fue reconocida por Juan León Mera, Pedro Fermín Cevallos y Juan Benigno Vela.
En el Liceo Cevallos, durante tres años consecutivos, impartió clases de pedagogía, gramática y matemáticas a jóvenes ambateños interesados en formar parte del magisterio. En 1894 desempeñó el cargo de vicerrector y dictó clases de Literatura y Matemáticas en el Colegio Vicente León de Latacunga.
En 1901 ingresa como miembro correspondiente a la Academia Ecuatoriana de Lengua.

Fue nombrado profesor de Literatura y Filosofía en el Instituto Nacional Mejía del que también fue su vicerrector.
Tan luego como terminaron los acordes majestuosos del himno nacional, el señor don Celiano Monge pronunció un discurso, muy académico por su forma y de mucha substancia por su fondo. A grandes rasgos, el señor vicerrector del instituto hizo la biografía del ilustre orador quiteño, á quien, por antonomasia, solían llamar el Mirabeau americano. 
Su amplia experiencia y conocimiento lo llevaron al frente de la Dirección de Estudios de Pichincha y Tunguragua y como miembro del Consejo Superior de Instrucción Pública.
Fue, además, un prolífico historiador, dedicando gran parte de su vida al estudio y la difusión de la historia del Ecuador. Es autor de numerosas obras y artículos sobre diversos aspectos de la historia nacional, contribuyendo significativamente al conocimiento y la preservación del patrimonio histórico del país.

## Labor periodística
Además de su destacada labor pedagógica, Monge incursionó activamente en el periodismo como una vía para combatir las injusticias políticas de su época. Fundó varios periódicos, entre los que destacan "La Candela" y "El Combate". En 1878, junto a Juan Montalvo y Juan Benigno Vela, estableció el periódico eventual «La Candela»; en 1881, lanzó el periódico semanal «El Átomo»; y en 1883, junto a Juan Benigno Vela y Anacarcis Martínez, fundó el periódico semanal «El Combate», vehículos a través de los cuales articuló severas críticas contra el régimen de Veintemilla.

Monge financió y publicó revistas y periódicos con recursos propios, los cuales distribuyó de forma gratuita. Entre estas publicaciones se encuentran "La Alborada", "El Átomo" y "La Pluma", centradas en la pedagogía y el desarrollo de la educación primaria.
"LA PLUMA." Con este modesto nombre vió ayer la luz pública en esta ciudad un simpático periodiquillo puramente literario y cuyo objetivo principal; según lo anuncia su bien escrito Prospecto, es la escuela y el colegio, para estimular á los educandos, publicando las notas buenas de los que entre éstos más se distingan, El redactor de "LA PLUMA," es nuestro querido y muy inteligente amigo el Sr. Dn. Celiano Monge, conocido ya. ventajosamente en todos los círculos literarios de República y en la Academia Ecuatoriana, de la cual es miembro correspondiente. Felicitamos al Sr. Monge por su nueva producción y le deseamos una buena cosecha de coronas y aplausos en su tranquila importantísima labor; su empeño por la instrucción pública en Ambato, es laudable; y basta esto para que los ambateños le vivan agradecidos.

## Política
En el ámbito político, Monge se destacó por su compromiso con las ideas liberales y su oposición a los regímenes autoritarios. Participó activamente en movimientos de protesta y colaboró en la redacción de documentos políticos importantes.
Activismo liberal: Participó activamente en movimientos liberales, como la protesta contra el gobierno de García Moreno en 1875 y la campaña militar que contribuyó a derrocar la dictadura de Veintemilla en 1883.
Participación en instituciones políticas: Ocupó cargos políticos relevantes, como el de Consejero de Estado, Secretario Privado y Secretario del Senado, donde tuvo la oportunidad de influir en decisiones políticas importantes.
Contribución al laicismo: En 1900, aconsejó al Dr. José Peralta, Ministro de Relaciones Exteriores, sobre la fundación de colegios únicos, principio efectivo del laicismo en Ecuador, lo que refleja su interés por promover la separación entre la Iglesia y el Estado.
Retirado de la vida pública, Celiano Monge Navarrete falleció en Quito el 21 de noviembre de 1940. Sus restos fueron trasladados a su ciudad natal, Ambato, el 13 de abril de 1954. Descansa en paz en el Cementerio Municipal La Merced.
El legado de Celiano Monge perdura en la memoria colectiva ecuatoriana como el de un intelectual comprometido con la educación, la justicia y la libertad. Su influencia se extiende más allá de su tiempo, siendo recordado como una figura emblemática en la historia del Ecuador.

## Distinciones
- Medalla de Oro (Condecoración recibida por la Municipalidad de Cuenca en una fecha no especificada por haber descubierto el documento original del Plan de Gobierno de los próceres cuencanos del 3 de noviembre de 1820).
- Pluma de oro (Reconocimiento recibido en 1921 por su destacada labor en el ámbito educativo).
- Lira de Oro (Reconocimiento otorgado en una fecha no especificada por un Comité de ciudadanos).
- Hijo Predilecto y Cronista oficial de Ambato (distinción hecha en 1939).